# 1896 en sport
Cet article présente les faits marquants de l'année 1896 en sport.

## Athlétisme
- 21e édition du championnat britannique de cross-country à Water Otorn. George Crossland s’impose en individuel ; Salford Harriers enlève le titre par équipe.
- Première édition des championnats d’athlétisme de Suède.
- Première édition des championnats d’athlétisme de Norvège.
- Première édition des championnats d’athlétisme de Hongrie.
- 19 juillet : premier marathon de Paris. Le Britannique Len Hurst remporte l’épreuve.
- 17e édition des championnats AAA d'athlétisme de Grande-Bretagne :
  - L’irlandais Norman Morgan remporte le 100 yards.
  - L’Irlandais James meredith le 440 yards.
  - AWC King le 880 yards ; Benson Lawford le mile.
  - Henry Harrison le 4 miles.
  - George Crossland le 10 miles.
  - Sidney Robinson le steeplechase.
  - Godfrey Shaw le 120 yards haies.
  - L’Irlandais Murty O’Brien le saut en hauteur (1,80 m).
  - RE Foreshaw le saut à la perche (3,05 m).
  - Claude Leggatt le saut en longueur (7,03 m).
  - L’Irlandais Denis Horgan le lancer du poids (13,24 m).
  - L’Irlandais Joh Flanagan le lancer du marteau (40,21 m).
  - William Sturgess le 4 miles marche.
- 21e édition des championnats d'athlétisme des États-Unis :
  - Bernie Wefers remporte le 100 yards et le 200 yards.
  - Thomas Burke le 440 yards.
  - Charles Kilpatrick le 880 yards.
  - Le Canadien Goerge Orton le mile et le 2 miles steeple.
  - Le Suédois Ernest Hjertberg le 4 miles.
  - H Gray le 6 miles sur route.
  - William Rogers le 120 yards haies.
  - Jérôme Buck le 220 yards haies.
  - Charles Powell saut en hauteur (1,76 m).
  - Franklin Allis le saut à la perche (3,17 m).
  - Edward Bloss le saut en longueur (6,70 m).
  - Le Canadien George Gray le lancer du poids (13,48 m).
  - L’Irlandais James Mitchell le lancer du marteau (41,06 m).
- 2e édition des championnats d'athlétisme d'Australie (à Christchurch, Nouvelle-Zélande) :
  - William Cartwright remporte le 100 yards et le 220 yards.
  - Le Néo-Zélandais Low le 440 yards.
  - Ernest Corner le 880 yards.
  - Le Néo-Zélandais W Bennet le mile.
  - Le Néo-Zélandais A Bell le 3 miles.
  - Le Néo-Zélandais W Martin le 120 yards haies et le 440 yards haies.
  - Le Néo-Zélandais Frank Creamer le mile marche et le 3 miles marche.
  - James Doyle le saut en hauteur (1,715 m).
  - Le Néo-Zélandais H Kingsley le saut à la perche (2,895 m).
  - Le Néo-Zélandais J Ryan le saut en longueur (6,25 m).
  - Le Néo-Zélandais W Rhodes le lancer de poids (10,64 m).
  - Le Néo Zélandais R Martin le lancer du marteau (31,90 m).

## Automobile
- 7 septembre : première course automobile sur circuit aux États-Unis (Rhode Island State Fair).
- 24 septembre - 3 octobre : course automobile Paris-Marseille-Paris. À cette occasion, Émile Levassor est victime d’un accident grave entraînant son décès quelques mois plus tard. Levassor est la première victime du sport auto.
- 14 novembre : course automobile anglaise entre Londres et Brighton. Léon Bollée s’impose sur une Bollée.

## Aviron
- 28 mars : The Boat Race entre les équipes universitaires d'Oxford et de Cambridge. Oxford s'impose[1].

## Baseball
- 16 avril : 24 500 spectateurs pour le match d'ouverture de la saison de baseball de la Ligue nationale ; nouveau record du genre en ligue majeure.
- 12 septembre : 21e édition aux États-Unis du championnat de baseball de la Ligue nationale. Les Baltimore Orioles s'imposent avec 90 victoires et 39 défaites.
- 1er octobre : Minneapolis remporte le championnat de baseball de la Western League.

## Basket-ball
- 4 avril : Stanford remporte la première édition du championnat universitaire américain de basket-ball féminin. Les étudiantes de Stanford s'imposent en finale face à l'University of California.
- 7 novembre : fondation aux États-Unis du premier club professionnel de basket-ball : Trenton YMCA.

## Cricket
- 11 juin : début de la tournée anglaise de l’équipe de cricket d'Australie. Les Aussies disputent 5 matches jusqu'à la mi-aout dont 3 test-matches contre l’Angleterre (1 victoire australienne et 2 victoires anglaises).
- 11 - 12 juin : premier test match de la tournée anglaise de l'équipe australienne de cricket. L’Angleterre bat l’Australie par 6 wickets.
- 16 - 18 juillet : 2e test match de la tournée anglaise de l'équipe australienne de cricket. L’Australie bat l’Angleterre par 3 wickets.
- 10 - 12 août : 3e test match de la tournée anglaise de l'équipe australienne de cricket. L’Angleterre bat l'Australie par 66 runs. L’Angleterre remporte la série des Ashes 2-1.
- Le Yorkshire (16 victoires, 3 nuls et 7 défaites) remporte le championnat britannique de cricket par Comté.
- La Nouvelle-Galles du Sud gagne le championnat australien, le Sheffield Shield.

## Cyclisme
- 10 février : fondation de l'Union Cycliste de France par un dissident de l’Union Vélocipédique de France.
- Jean Vionnet est champion de Suisse de cyclisme (course en ligne).
- Henry Luyten est champion de Belgique de cyclisme (course en ligne).
- 19 avril : première édition de la course cycliste professionnelle Paris-Roubaix (51 partants, dont 45 pros et 6 amateurs). L'Allemand Josef Fischer s’impose.
- 17 mai : première édition de la course cycliste Paris-Tours à l’occasion de l’inauguration du vélodrome de Tours. Le Français Eugène Prevost s’impose.
- 23 - 24 mai. 6e édition de la course cycliste Bordeaux-Paris. Le Britannique Arthur Linton et le Français Gaston Rivierre sont déclarés vainqueurs, ex æquo.
- 3e édition de la course cycliste entre Turin et Milan. Giovanni Moro s'impose.
- 2e édition de la course cycliste Paris-Rouen. Le Français Bor s’impose.
- 3e édition du Grand Prix cycliste professionnel de Paris. Le Français Ludovic Morin s’impose.
- 2e édition des championnats du monde professionnels de cyclisme sur piste à Copenhague avec deux épreuves : le Français Bourillon remporte le sprint et le Britannique Chase le 100KM avec derby.
- 4e édition des championnats du monde amateurs de cyclisme sur piste avec deux épreuves : l’Irlandais Reynolds remporte le sprint et le Français Ponscarme le 100 km avec derby.
- Inauguration du Vélodrome du Parc de Barbieux à Roubaix.
- 14e édition de la course cycliste suisse : le tour du Lac Léman. Jacques Goncet s’impose.

## Football
- 14 février : match amical de football au Havre entre le HAC et les Parisiens du Standard A.C.. Devant plus d'un millier de spectateurs, les Havrais s'imposent 4-0.
- 16 mars : à Cardiff, l'Angleterre bat le Pays de Galles 9-1.
- Millwall FC (16 victoires, 1 nul, 1 défaite) remporte le championnat de football anglais de la Southern League.
- Celtic FC est champion d'Écosse de football.
- Le FC Liège (9 victoires, 1 nul et 2 défaites) enlève le premier titre de champion de Belgique de football.
- 4 avril : à Glasgow, l'Écosse bat l’Angleterre : 2-1.
- 6 avril : Aston Villa (20 victoires, 5 nuls et 5 défaites) est sacré champion d’Angleterre de football. Liverpool FC enlève le titre en Division 2.
- 11 avril : le Club français est sacré champion de France en restant invaincu à l'occasion d’une compétition qui se déroule désormais sous forme de championnat et plus de coupe à élimination directe comme ce fut le cas lors des deux premières éditions en 1894 et chaque rencontre a lieu sur terrain neutre, sans revanche. La première « Division 1 » de l'histoire du football français comprend neuf clubs parisiens : Standard A.C., White-Rovers, Club français, Neuilly, Asnières, United SC, Paris Star, et l'U.A. 1er arrondissement.
- Pays-Bas : HVV La Haye est champion de l’Ouest ; PW Enscgede champion de l’Est ; Vitesse Arnhem champion du Gelderland et Be Quick Groningen est champion du Nord.
- 20 avril : finale de la 25e FA Cup (210 inscrits). Sheffield Wednesday 2, Wolverhampton Wanderers FC 1. 48.836 spectateurs à Crystal Palace.
- AB remporte le championnat de Copenhague de football.
- Kickers Prague remporte la coupe de printemps de Mistrovstvi Cech de football.
- Lomas Athletic est champion d'Argentine de football.
- 12 août : fondation du club de football néerlandais du Willem II Tilburg.
- Lomas Academy (8 victoires et 2 défaites) est champion d'Argentine.
- Création d'une section football au sein de la Nationale de Saint-Mandé (futur CA Paris).
- 18 novembre : fondation du club de football français du FC Dieppe.
- Deutscher Prague remporte la coupe d'automne de Mistrovstvi Cech de football.

## Football américain
- Le club américain d’Allegheny Athletic Association (en) est le premier à aligner une équipe de football américain entièrement composée de joueurs professionnels. L’expérience tourne court, et le club cesse ses activités après seulement deux matches.

## Football australien
- Collingwood remporte le championnat de l’État de Victoria. South Adelaïde champion de Australie-Méridionale. Fremantle champion du Western.

## Football gaélique
- 15 mars : finale à rejouer du 8e championnat d’Irlande  : Tipperary bat Meath.

## Golf
- Harry Vardon remporte le British Open de Golf à Muirfield.
- James Foulis remporte l'US Open de golf à Newport.

## Hockey sur glace
- 14 février : les Victorias de Winnipeg remportent la Coupe Stanley.

## Hurling
- 15 mars : finale du 8e championnat d'Irlande : Tipperary bat Kilkenny.

## Jeux olympiques
- 6 - 15 avril : jeux olympiques rénovés à Athènes. 285 athlètes de 14 nations s'affrontent dans neuf disciplines (athlétisme, haltérophilie, lutte, escrime, tir, cyclisme, gymnastique, natation et tennis) pour 44 épreuves. Les épreuves ont notamment lieu au stade Panathénaïque (60 000 places) restauré pour l'occasion. À noter que des compétitions de voile et d’aviron étaient initialement programmées, mais elles ne peuvent se dérouler en raison des mauvaises conditions de mer.
- 6 avril : après quinze siècles d’interruption, le premier champion olympique couronné est l’Américain James Connolly qui remporte le concours de triple saut avec 13,71 m.
- avril : razzia française aux JO en cyclisme. Léon Flameng enlève l’épreuve des 100 km, tandis que Paul Masson est triple champion olympique : sur piste, il remporte les épreuves de la poursuite, des 2 000 et des 10 000 m.
- avril : le berger grec Spyrídon Loúis remporte le premier Marathon olympique. Cette épreuve d’une quarantaine de kilomètres est créée pour l'occasion afin de commémorer le parcours de Philippidès venant annoncer aux Athéniens la victoire de Thémistocle sur les Perses.
- 15 avril : clôture des Jeux olympiques d'Athènes. Au tableau des médailles, les États-Unis arrivent en tête avec 12 titres olympiques devant la Grèce (9), la France (5), l'Allemagne (5) et la Grande-Bretagne (4).
  - Article de fond: Jeux olympiques d'été de 1896.

## Joute nautique
- J. Sauvaire (dit lou sup) remporte le Grand Prix de la Saint-Louis à Cette[2].

## Moto
- 20 septembre : première trace d’une course de motos. Huit pilotes s’affrontent sur le parcours Paris-Mantes-Paris.

## Patinage sur glace
- 29 - 30 janvier : championnats d'Europe de patinage de vitesse à Hambourg.
- 7 - 8 février : championnats du Monde de patinage de vitesse à Saint-Pétersbourg.
- 9 - 10 février : première édition des championnats du monde de patinage artistique à Saint-Pétersbourg. L’Allemand Gilbert Fuchs s'impose dans l'unique épreuve individuelle homme.

## Rugby à XV
- 4 janvier : l'Angleterre bat le Pays de Galles à Blackheath.
- 1er février : l'Irlande bat l’Angleterre à Leeds.
- L'Olympique de Paris est champion de France face au Stade français.
- Le Yorkshire est champion d’Angleterre des comtés.
- Création du Racing Club de Lyon, futur Lyon olympique universitaire (LOU).

## Ski
- Fondation du Ski-Club de Grenoble par Henry Duhamel.

## Sport hippique
- Angleterre : Persimmon gagne le Derby d'Epsom[3].
- Angleterre : The Soarer gagne le Grand National[4].
- Irlande : Gulsalberk gagne le Derby d'Irlande[5].
- France : Champaubert gagne le Prix du Jockey Club[6].
- France : Liane gagne le Prix de Diane[7].
- Australie : Newhaven gagne la Melbourne Cup[8].
- États-Unis : Hastings gagne la Belmont Stakes[9].
- États-Unis : Ben Brush gagne le Kentucky Derby[10].

## Tennis
- 6e édition du championnat de France : le Français André Vacherot s'impose en simple hommes.
- 20e édition du Tournoi de Wimbledon :
  - L’Irlandais Harold Mahony s'impose en simple hommes.
  - L’Anglaise Charlotte Cooper en simple femmes.
- 16e édition du championnat des États-Unis :
  - L’Américain Robert Wrenn s'impose en simple hommes.
  - L’Américaine Elisabeth Moore s’impose en simple femmes.

## Volley-ball
- 7 juillet : premier match de volley-ball au College Springfield (États-Unis).

## Naissances
- 18 janvier : Ville Ritola, athlète finlandais, spécialiste des courses de fond, connu comme un des Finlandais volants. († 24 avril 1982).
- 22 février : Edvin Wide, athlète suédois, spécialiste des courses de fond. († 19 juin 1996).
- 16 juin : Francis Pélissier, coureur cycliste français. (° 22 février 1959).
- 13 août : François Hugues, international de football français
- 27 décembre : Maurice De Waele, coureur cycliste belge. († 14 février 1952).